# Camilo Aldao
La localidad de Camilo Aldao se encuentra ubicada al sur del departamento Marcos Juárez, en el sureste de la provincia de Córdoba (Argentina). Dista 60 km de la ciudad de Marcos Juárez (cabecera departamental), a 320 km de la ciudad de Córdoba, y a 160 km de Rosario.
La Colonia Elisa, asentada sobre las suertes N.º 53, 58 y parte de las suertes 52 y 59, comprende una superficie de 23.244 km².
Linda por el norte con los campos de Fernando Araya, Rosendo Sosa y Víctor Regnier; por el sur con Enrique Russell Shaw, James Whitworsk Shaw, por el este con Alfredo de Arteaga y con el oeste con don Macario Torres.
En este pueblo vivió su infancia y adolescencia el escritor Alberto Laiseca (1941 - 2016), quien fue declarado Ciudadano Ilustre en 2010.

## Fundación de la Colonia Elisa
La fundación de Colonia Elisa (en 1887), y posteriormente el pueblo de Camilo Aldao (en 1894), respondieron al gran proyecto argentino que, basado en la economía agropecuaria se propusieron los sucesivos gobiernos liberales a partir de la organización nacional.
Con la unión definitiva de la Confederación Argentina y la provincia de Buenos Aires, todos los esfuerzos de los gobiernos se encaminaron a basar el porvenir nacional en la explotación del campo y en la exportación de sus productos. La política económica, los créditos bancarios, el régimen de tierras, las leyes de inmigración y el tendido de líneas férreas se hicieron en función de ese ideal.
La provincia de Santa Fe fue pionera en legislar sobre Inmigración y Colonización, creando en 1864 una “Comisión Promotora de la Inmigración” con sede en Rosario. En 1876, durante el gobierno de Nicolás Avellaneda, se sancionó la “Ley Nacional de Inmigración” y el 21 de julio de 1886, durante el mandato de Ambrosio Olmos, la provincia de Córdoba sancionó su propia “Ley de Colonias”. Con su aplicación se pretendía atraer una colonización laboriosa, conceder beneficios respecto del pago de impuestos, colocar la tierra en condiciones de ser requerida y establecer garantías de orden y justicia. Numerosas colonias y pueblos surgieron en nuestra provincia, respaldados por esta legislación.
La Colonia Elisa es oficialmente fundada el 15 de abril de 1887, con la aprobación por parte del Gobierno de Córdoba del plano correspondiente, siendo incorporada a la Ley de Colonias de la provincia y exceptuada de todo impuesto fiscal.
Formó parte de las 14 leguas aproximadas de campo del Departamento Unión adquiridas en 1866, en remate público, por una sociedad de capitalistas ingleses encabezada por Enrique Rusell Shaw. En 1884, fue comprada por Juan Ortiz, en 1886 por el doctor Domingo del Campo y don Manuel Lojo y en 1887 por Camilo Aldao y Manuel Díaz.
Camilo Aldao confirió un poder general a Manuel Díaz que lo autoriza a efectuar trámites referentes a la protocolización del título y creación de colonia y pueblo, y a ejercer la administración general.

### Primeros colonos
Cuando muere Camilo Aldao en 1892, la familia designa administrador de la Colonia Elisa a José María Aldao, de tan solo 25 años, quien, rápidamente se ocupa de proseguir con la convocatoria de colonos de Jesús María, Las Rosas, Santa Teresa, Montes de Oca, Cruz Alta y zonas aledañas, a quienes ofrece lotes de 100 ha de campo con ventajosas condiciones de pago. La mayoría de las familias italianas adquieren entre dos y ocho lotes de tierra.
De esta manera comienzan a llegar los que fueron primeros habitantes de Colonia Elisa: Evasio, Camilo y Pascual Zanotti, Santiago Castagneto, Antonio Garrone, Miguel Tomatis, Spíritu Peiretti, José Bertone, Santiago Stutz, Martín Bisio, Bartolomé, Lorenzo y Domingo Nolo Ritta, Antonio Chío, Oscar, Teófilo y Daniel Caminotti, Bautista Viotto…
En los años siguientes nuevos colonos continuaron incorporándose al grupo agrario: Fermín Machado, A.Pavón, Juan y Joaquín Vernetti, Martín Goria, Mateo Cortassa, Antonio Gariglio, Antonio Pozzi, Sebastián Echaniz, Augusto y José Muraro, Alfonso Cooreman, Carlos Osenda, José Bonansea, Santos Favot, Antonio Depetris, Sebastián Zóccola, Bautista Bruera, José Intra, Luis Brizio, Anselmo Garay, Nicolás Sabena y sus hijos, Enrique Corveto, Manuel Fuentes…

### Fundación del pueblo Camilo Aldao
Cuando ya la Colonia Elisa estuvo en parte poblada, y la tierra comenzaba a brindarse en cereales y pasturas, don José María Aldao el 5 de septiembre de 1894, en acto protocolar, acompañado por trabajadores nativos y colonos extranjeros, fundó el pueblo que denominó “Camilo Aldao” en homenaje a su padre (1822-1892), un militar.
El pueblo Camilo Aldao ocupa una superficie de 400 hectáreas, diagramado en forma de un cuadrado perfecto. En el centro, fueron diseñadas cuatro plazas demarcadas por dos boulevares, cuyos cuatro brazos convergían en un monumento central, llamado por los camilenses “Pirámide”. Se trata de una columna que originariamente terminaba en una esfera, reemplazándose ésta, en la década de 1920, por la estatua de la libertad, portadora de un faro, símbolo de progreso. En la base, la pirámide, guarda la piedra fundamental y el acta fundacional. Es el símbolo del pueblo Camilo Aldao.
En 1923, las cuatro plazas fueron unidas conformando una sola plaza de cuatro hectáreas, que en la década de 1960, la Ruta 12 dividió en dos sectores paralelos.

### Organización y primeros pobladores
El primero que edificó un rancho de adobe, antes de que se fundara el pueblo, fue don Gregorio Rosales, instalando un despacho de bebidas. Don José Villaseca construyó un galpón de cinc y madera estableciendo un negocio de ramos generales. La primera casa de material fue la de la familia Rivero, luego se levantó el edificio de la Administración Aldao y la casa aledaña destinada a farmacia de don Domingo Farina.

### Instituciones públicas y privadas
- El Libertablas: Grupo de teatro de Camilo Aldao
- Escuela de música y banda municipal General Manuel Belgrano, fundada el 2 de septiembre de 1968
- Subcomisaría: creada en 1894. Comisario: Alejandro Idiart.
- Estafeta Postal: creada en 1895. Primer jefe: Atanasio López. Actual Jefe de Correo: Alejandro Azan.
- Juzgado de Paz: creado en 1896. Primer juez de paz: Carlos Guerrero.
- Iglesia “San José”: construida entre los años 1895 – 1897 en terreno donado por la familia Aldao. Creada como capilla dependiente del curato y luego de la parroquia de la Cruz Alta. Primer sacerdote: Padre Emilio Di Lorenzo. Designada parroquia en 1915. Primer párroco: Presbítero Antonio Llabrés.
- Cementerio “La Piedad”: finalizó su construcción en 1897, en terreno donado a la provincia por la Familia Aldao.
- Primera Comisión de Fomento: creada en el año 1897. Presidente: José Villaseca. Designada Intendencia Municipal el 17 de diciembre de 1925. Primer intendente municipal: Mateo C. Cortassa.
- Registro Civil: creado en 1897. Primer Jefe de Registro Civil: Julio Cousol.
- Escuela Fiscal “Juan Bautista Alberdi”: fundada en 1897. Director: Atanasio López.
- Colegio “Sagrado corazón de Jesús”: fundado por Francisca Ruiz de Paz en 1922, destinado a la Congregación de Hermanas del Buen y Perpetuo Socorro.
- Primeros comerciantes, con negocios de Ramos Generales: José Villaseca, Víctor Mérica, Pedro Benvenuto, Olañeta y Cia, Francisco Jaureguialzo, Manuel Matheus…
- Fondas: José Dolce, Luis Carignano, Juan Novero, Juan Porta, Bautista Sicardi, Antonio Bainotti, Carlos Viola…
- Herrerías y carpinterías: Bergia Hnos, Pedro Scolari, José Bonansea, Bartolomé Castagneto, Pascual Zanotti. Pedro Marpillero
- Farmacias: Domingo Farina y Domingo Bollati.
- Zapatería: Juan Cavanenghi.
- Constructores de obras: José Baravaglio, Esteban Lépore, Alberto Rondi, José Ronchin y Diego Acosta
- Panaderías: Luis Horín y José Serena.
- Médicos: Doctor Santiago Valenti.

Habitaron el pueblo Camilo Aldao en sus primeros años, entre otras que ya no existen, las siguientes familias:
- Gregorio Rosales
- Clara Olmos
- Martín Urrutia
- Mercedes Lamique
- Ventura Castillo
- María Altamirano
- Sinforoso Gorosito
- Silvia Garay
- Pedro Bonansea
- Polonia Carignano
- Antonio Bainotti
- Dominga Martina
- Doroteo Rodríguez
- Natividad Murúa
- Teodoro Rosales
- Paula Bustos
- Lupo Corsi
- María Solíani
- Nicolás Rivero
- Josefina Murúa
- Francisco Antonioli
- María Porch
- Mariano Montenegro
- Celedonia Navarro
- Anastasio Navarro
- Gualberta Ruiz
- José Testa
- Julia Gonavaglio
- Vicente Marpillero
- Lucía Canciani
- Ignacio Nant
- Josefa Nant
- Bartolomé Castagneto
- Ana Sosso
- Spíritu y Margarita Boschero
- Pablo Camissasa
- Catalina Gilli
- Familia de Juan Gigante
- Luis Carignano
- Paola Bonetto
- Miguel Bertone
- Lucía Gastaldi
- Alberto Rondi
- Dominga Gariglio
- Juan Novero
- María Baima
- Ángel Pogliano
- Ana María Cena
- Familia de Pedro Francisco Scolari.
- Francisco Alloa Casale
- Margarita Abrate
- Juan Loste

## Actualidad

### Población
Cuenta con 4899 habitantes (Indec, 2022), lo que representa un descenso del 5,73% frente a los 5197 habitantes (Indec, 2010) del censo anterior.
| Gráfica de evolución demográfica de Camilo Aldao entre 1991 y 2022 |
|                                                                    |
| Fuente: censos nacionales del INDEC                                |

### Gobierno
La Municipalidad de Camilo Aldao está constituida por el Departamento Ejecutivo: Intendencia, Secretaría de Gobierno y Hacienda y Dependencias Menores. El Poder Legislativo y el Tribunal de Cuentas, tienen su sede permanente en el edificio municipal. Allí también funciona el Juzgado de Paz y el Registro Civil.

### Instituciones
El pueblo cuenta con subcomisaría y cuerpo de bomberos voluntarios.
Dependencias del Área Municipal de Cultura: Museo e Instituto de Estudios Históricos,
Banda de Música, Coro y Talleres de Plástica, Tejidos y Artesanías.
Organismos de carácter privado: Biblioteca Popular,
Escuela de Teatro, Solistas y Conjuntos musicales,
Academias de Danzas,
Centros Tradicionalistas,
Radios y Canal de Televisión.
Cooperativas Agropecuarias y de Electricidad y Otros Servicios Públicos,
Clubes y Agrupaciones gremiales: de Trabajadores Rurales,
de Jubilados y Pensionados,
de Empleados de Comercio.

### Educación
La educación está cubierta en los niveles: especial, inicial, primario, medio, primario y medio adultos .-
Guardería municipal para niños de 1 a 5 años.

### Sanidad
La atención sanitaria está a cargo del Hospital Municipal, Clínicas y Medicina Privada.

## Economía
Se posee: Banco Provincial y Privado, Comercios de distintos rubros, Industrias Metalúrgicas, Frigorífico y Micro-emprendimientos relacionados con la alimentación.

## Recreación y hobbismo
Desde 1995, se realiza anualmente el Festival de Aeromodelismo el último fin de semana de febrero. Evento familiar reconocido en todo el país, donde asisten los mejores pilotos de Argentina [cita requerida]

## Parroquias de la Iglesia católica en Camilo Aldao
| Diócesis  | Villa María |
| --------- | ----------- |
| Parroquia | San José    |